# Paula Malcomson
Paula Malcomson (Belfast, 1970) is een Iers actrice. Ze staat soms gecrediteerd onder de naam Paula Williams.

## Achtergrond en carrière
Malcomson groeide op in Belfast en verhuisde op 19-jarige leeftijd naar New York waarna ze haar acteercarrière startte.
Ze had gastrollen in onder meer Star Trek: Enterprise, NYPD Blue, Six Feet Under, Lost, Law & Order: Special Victims Unit, CSI en Cold Case. In de ziekenhuisserie ER speelde ze zeven afleveringen de rol van Meg Riley. In 2001 speelde ze Patricia in the Mirrored Room in Steven Spielbergs film Artificial Intelligence: A.I.
Tussen 2004 en 2006 vertolkte ze de rol van Trixie in de HBO televisieserie Deadwood. In 2009 ging ze aan de slag in Caprica, een prequel op de herwerkte Battlestar Galactica serie. Ze vertolkt de rol van Amanda Graystone, Zoë's moeder. In 2010 was ze te zien in het derde seizoen van Sons of Anarchy als de Noord-Ierse Maureen Ashby. In 2012 speelde ze in de film The Hunger Games de rol van Katniss' moeder. Ze speelde ook mee in het vervolgen Catching Fire, The Hunger Games: Mockingjay - Part 1 en The Hunger Games: Mockingjay - Part 2
Momenteel speelt ze de rol van Abby Donovan, vrouw van de naamgever in de Showtime serie Ray Donovan.